# Plethodon vehiculum
Plethodon vehiculum är en groddjursart som först beskrevs av Cooper 1860.  Plethodon vehiculum ingår i släktet Plethodon och familjen lunglösa salamandrar. IUCN kategoriserar arten globalt som livskraftig. Inga underarter finns listade i Catalogue of Life.